# Mythe de la tortue chez les Bafia
Le phénomène de la tortue est un problème tabou chez les Bafia. La tortue est un totem  symbole de la justice, de la paix et du bonheur. Le grand respect que les Bafia attachent à celle-ci a poussé les gens à dire que la tortue est un animal fétiche que les Bafia ne touchent et ne voient même pas.

## Les Nyokon
Le respect de la tortue vient des ancêtres, les Nyokon, qui, pleins de respect pour le bien d’autrui, combattant l’injustice dans leur milieu se décidèrent à trouver un animal-totem capable de trancher les litiges qui ne trouvaient pas de compromis. Ils choisirent la tortue sur laquelle l’on devait prêter serment.

## La lèpre
La lèpre chez les Nyokon était considérée comme un signe de malédiction. Le lépreux était considéré comme impur et écarté de la société, car ayant enfreint les règles de la nature en commettant des actes qui n’honoraient pas Dieu. Ils avaient choisi la tortue car celle-ci présentait les aspects d’un lépreux. Son corps écaillé représente les taches de la lèpre sur le corps de l’homme atteint et ses membres sont courts comme ceux d’un lépreux.
La tortue et la lèpre sont désignés en Bafia par le même nom (Kui ou Kwi).

## Le symbole de la Justice
Les ancêtres arrêtèrent alors une tortue après avoir prêté serment sur elle, et après plusieurs incantations suivies de rites de malédiction, il la fendirent en deux en pleine route et l’enterrèrent là.
Ils arrêtèrent donc que : si un différend opposait deux parties et qu’aucun compromis ne pouvait être trouvé, on ferait appel à la tortue. Les ancêtres choisirent les écailles et les ossements de la tortue comme gris-gris ou fétiches. 

## La tortue est sacrée
Ils interdirent donc à leur descendance de manger la chair de la tortue car elle est devenue comme une personne rendant la justice.
Cependant ce ne sont pas toutes les tortues qu’on ne mange pas. Les Bafia peuvent manger la tortue aquatique qui n’a qu’une carapace sans écailles.
La rencontre avec une tortue lors d’un voyage était un signe de chance. Celui qui la trouvait la ramassait et allait la déposer chez ses oncles maternels. 